# سورن هانسن
سورن هانسن (بالدنماركية: Søren Hansen)‏ هو لاعب غولف دنماركي، ولد في 21 مارس 1974 في كوبنهاغن في الدنمارك.

## وصلات خارجية
- سورن هانسن على موقع رابطة أوروبا للاعبي الغولف المحترفين (الإنجليزية)
- سورن هانسن على موقع التصنيف العالمي الرسمي للغولف (الإنجليزية)